# 劉汝佳
劉汝佳（1564年—1615年），字無美，别號紫芝，湖廣廬州府无为州（今安徽芜湖市无为市）人，軍籍，明朝政治人物。

## 生平
萬曆十六年（1588年）戊子科舉人，萬曆三十五年（1607年）丁未科二甲第六名進士 ，選授工部主事，上书言兵事，触犯权贵，引疾归里，后官复原职。升员外郎、都水司郎中，出任金华知府，因忤权贵，被罢黜。归里半年，忧愤而卒。

## 著作
有《劉婺州集》二十四卷。

## 家族
曾祖劉琛，七品散官。祖父劉镗，封承德郎刑部贵州司主事。父劉嵩，监生。母邢氏。永感下。兄汝莊（监生）、汝勤（训导）、汝重。弟汝桂。
從父劉崙，官湖廣巡撫。

## 引用
1. ↑  《万历三十五年丁未科进士履历便览》：刘汝佳，紫芝，诗二房，辛未九月十八日生，无为人，戊子乡二十五名，会二百三十七名，二甲六名，户部政，八月授工部主事，管验试厅，己酉养病。壬子补主事，癸丑升员外，管街道，升郎中。甲寅升金华知府。祖镗，封刑部贵州司主事。